# Железнец
Железнец или Железнац (мкд. Железнец, стсл. Железньц) је насеље у југозападном делу Северне Македоније.
Железнец је древно насеље са историјом вађења руде гвожђа или железа (порекло назива). Данас је село познато по традиционалној архитектури.
Железнец припада општини Демир Хисар.

## Географија
Насеље Железнец је смештено у југозападном делу Северне Македоније. Од најближег већег града, Битоља, насеље је удаљено 55 km северозападно.
Железнец се налази у северозападном делу области Демир Хисар. Насеље је положено у изворичном делу Црне реке. Село лежи у клисури, а име је добило по богатим налазиштима железне руде, по чему је име добио и оближњи Демир Хисар (тур. Железна гора). Западно од села издиже се Илинска планина, а источно Бушева планина. Надморска висина насеља је приближно 730 метара.
Клима у насељу је планинска због знатне надморске висине.

## Историја
Железнац (по српским) је био град убележен на карти српске средњовековне државе. Његов грчки назив у средњем веку био је Сидирокастрон. Прво је јавља за време краља Милутина, и касније његових наследника династије Немањића. За време српског цара Душана, град је био на граници према Грцима. Назив Железнац је добио највероватније због налазишта жељезне руде већ у то време. Касније је био у склопу Српског царства и државе Мрњавчевића.
Становништво се на почетку 21. века махом одселило; у градове, нарочито Нови Сад.

## Становништво
По попису становништва из 2002. године Железнец је имао 57 становника.
Претежно становништво у насељу су етнички Македонци (100%).
Већинска вероисповест у насељу је православље.

## Збирка слика
- Старе куће у Железнецу
- Извор Црне реке крај Железнеца
- Споменик у селу
- Богородичина црква у Железнецу